# Alberto Sartoris
Alberto Sartoris (Torí, Piemont, Itàlia, 2 de febrer de 1901 – Pompaples, Vaud, Suïssa, 8 de març de 1998) va ser un arquitecte, dissenyador, professor i crític d'art suís d'origen italià.

## Biografia
Poc després del seu naixement, el seu pare va emigrar a Ginebra, Suïssa. Entre 1916 i 1919 va estudiar arquitectura a l'Escola de Belles arts de Ginebra. Entre 1920 i 1923 va militar en el moviment futurista. El 1928 va ser un dels membres fundadors del Congrés Internacional d'Arquitectura Moderna (CIAM). Va ser autor el 1932 de Elementi dell'Architettura Razionale que va passar a anomenar-se Encyclopédie de l'architecture nouvelle de 1954, un dels principals escrits teòrics del racionalisme italià. El 1945 va fundar a Lausana l'escola d'arquitectura Athenaeum.
Va estar diverses vegades a Girona, on va fer amistat amb els arquitectes Lluís Sibils Palau i la seva dona Anna Encesa, Joaquim M. Masramon i Joan M. de Ribot.

## Obres
- 1927: Macelleria, III Mostra internacional de les arts decoratives de Monza, amb Felice Casorati.
- 1927-1928: Pavelló de la Comunitat Autònoma dels Artesans a Torí.
- 1932: Capella del Bon Consell en Lourtier, Suïssa.
- 1933-1935: Casa Morand-Pasteur, Saillon, Suïssa.
- 1958: Villa Dupont-Paux a les vinyes de Lavaux - Gravesse, Lutry, Suïssa.
- 1983-1988: Establiments Lesieur i Labeyrie (en col·laboració amb I. Cattani i P. Pastellas) en Dunkerque i Biarritz, França.
- Centre polifuncional de Carignano.

## Publicacions
- Gli Elementi dell'Architettura Razionale, Milà, 1932.
- Introduzione all'architettura moderna, Milà, 1944.
- Encyclopédie de l'architecture nouvelle, Milà, 1948.
- Léonard architecte, París, 1952.
- Linee Parallele - razionalismo i astrattismo a Com negli anni Trenta, 1993.
- Carignano Nuova. La città nella città, esperienza vaig donar un progetto, 1995.